# SpongeBob SquarePants (9.ª temporada)
A nona temporada da série de desenho animado SpongeBob SquarePants, série criada pelo biólogo marinho e animador Stephen Hillenburg, estreiou originalmente em 21 de julho de 2012 com o episódio "Extreme Sports". No Brasil, a nona temporada chegou quase um ano após a estreia original, em 4 de julho de 2013, com o mesmo episódio, porém traduzido como "Esportes Radicais".
| # | #   | Titulo                                                         | Estreia original        | Estreia no Brasil     | Audiência (em milhões) |
| --- | --- | -------------------------------------------------------------- | ----------------------- | --------------------- | ---------------------- |
| 179a | 1a  | "Esportes Radicais" "Extreme Sports"                           | 21 de julho de 2012     | 4 de julho de 2013    | 3.7                    |
| Bob Esponja e Patrick fazem de tudo para entrar nos esportes extremos com Johnny Krill.                                                         |     |                                                                |                         |                       |                        |
| 179b | 1b  | "Recorde do Esquilo" "Squirrel Record"                         | 21 de julho de 2012     | 4 de julho de 2013    | 3.7                    |
| Sandy está disposta a quebrar a maioria dos recordes existentes junto com Bob Esponja.                                                          |     |                                                                |                         |                       |                        |
| 180a | 2a  | "Patrick Man!" "Patrick-Man!"                                  | 27 de outubro de 2012   | 5 de julho de 2013    | 4.1                    |
| Patrick quer trabalhar, mas não sabe o que quer fazer até que decide se tornar um super-herói.                                                  |     |                                                                |                         |                       |                        |
| 180b | 2b  | "O Brinquedo Novo do Gary" "Gary's New Toy"                    | 14 de outubro de 2012   | 5 de julho de 2013    | 2.3                    |
| Bob Esponja deve tomar medidas drásticas quando Gary torna-se obcecado com a sua nova bola vermelha.                                            |     |                                                                |                         |                       |                        |
| 181a | 3a  | "Licença Para Fazer Milkshakes" "License to Milkshake"         | 7 de setembro de 2012   | TBA                   | 3.1                    |
| Bob Esponja retorna à academia de milk-shake após descobrir sua licença expirou.                                                                |     |                                                                |                         |                       |                        |
| 181b | 3b  | "O Bebê Lula" "Squid Baby"                                     | 3 de setembro de 2012   | TBA                   | 3.4                    |
| Um ferimento na cabeça de Lula Molusco faz com que ele pense que é uma criança.                                                                 |     |                                                                |                         |                       |                        |
| 182a | 4a  | "O Cardeninho Amarelo" "Little Yellow Book"                    | 2 de março de 2013      | 26 de outubro de 2013 | 4.7                    |
| Lula Molusco encontra o diário de Bob Esponja e lê na frente de todos no Siri Cascudo.                                                          |     |                                                                |                         |                       |                        |
| 182b | 4b  | "Congestionamento" "Bumper to Bumper"                          | 17 de novembro de 2012  | TBA                   | 4.0                    |
| Bob Esponja falha mais uma vez em seu teste de barco, mas desta vez foi longe demais.                                                           |     |                                                                |                         |                       |                        |
| 183a | 5a  | "Ouriço, Não!" "Eek! An Urchin"                                | 27 de outubro de 2012   | TBA                   | 4.1                    |
| Bob Esponja encontra um ouriço-do-mar no Siri Cascudo e tenta se livrar dele.                                                                   |     |                                                                |                         |                       |                        |
| 183b | 5b  | "Defesa Molusco" "Squid Defense"                               | 1 de janeiro de 2013    | 5 de dezembro de 2014 | 3.7                    |
| Depois de Lula Molusco ser roubado, ele decide aprender Karatê com Bob Esponja e Sandy.                                                         |     |                                                                |                         |                       |                        |
| 184a | 6a  | "Colegas de Jaula" "Jailbreak!"                                | 16 de março de 2013     | TBA                   | 3.8                    |
| Plankton junta-se aos seus colegas de prisão para escapar da cadeia e roubar a fórmula do Hambúrguer de Siri.                                   |     |                                                                |                         |                       |                        |
| 184b | 6b  | "Espátula do Mal" "Evil Spatula"                               | 9 de março de 2013      | TBA                   | 4.0                    |
| Bob Esponja acredita que a espátula que Plankton lhe deu é mágica.                                                                              |     |                                                                |                         |                       |                        |
| 185 | 7   | "A Bolha de Grude" "It Came from Goo Lagoon"                   | 17 de fevereiro de 2014 | 9 de outubro de 2014  | 4.0                    |
| Uma bolha de muco que se formou na Lagoa Goo vai à Fenda do Bikini.                                                                             |     |                                                                |                         |                       |                        |
| 186a | 8a  | "O Cofre do Sr. Sirigueijo" "Safe Deposit Krabs"               | 25 de maio de 2013      | TBA                   | 4.2                    |
| Sr. Sirigueiro junta-se ao novo banco da Fenda do Bikini.                                                                                       |     |                                                                |                         |                       |                        |
| 186b | 8b  | "O Bicho de Estimação do Plankton" "Plankton's Pet"            | 19 de janeiro de 2013   | TBA                   | 4.4                    |
| Depois de falhar novamente para roubar a fórmula secreta do hambúrguer de Siri, Plankton recebe um animal de estimação para alegrar-se.         |     |                                                                |                         |                       |                        |
| 187a | 9a  | "Sessão Espírita" "Séance Schméance"                           | 14 de outubro de 2013   | TBA                   | 3.4                    |
| Bob Esponja quer conversar com espíritos para descobrir uma receita de sanduíche perdida.                                                       |     |                                                                |                         |                       |                        |
| 187b | 9b  | "Não Olhe Agora" "Don't Look Now"                              | 14 de outubro de 2013   | TBA                   | 3.4                    |
| Depois de verem um filme, Bob Esponja e Patrick estão certos de que o vilão está atrás deles.                                                   |     |                                                                |                         |                       |                        |
| 188a | 10a | "Kenny o Gato" "Kenny the Cat"                                 | 29 de março de 2014     | TBA                   | 4.3                    |
| Bob Esponja segue um novo super-herói, Kenny the Cat.                                                                                           |     |                                                                |                         |                       |                        |
| 188b | 10b | "Siri das Neves" "Yeti Krabs"                                  | TBA                     | TBA                   | TBA                    |
| Sr. Sirigueijo conta à Lula Molusco a história de um caranguejo yeti que come empregados preguiçosos, fazendo Bob Esponja trabalhar em excesso. |     |                                                                |                         |                       |                        |
| 189 | 11  | "Bob Esponja, Você Está Despedido!" "SpongeBob, You're Fired!" | 11 de novembro de 2013  | 25 de março de 2014   | 5.2                    |
| Para cortar custos, Sr. Sirigueijo demite Bob Esponja, mesmo que ele continue visitando o Siri Cascudo.                                         |     |                                                                |                         |                       |                        |